# Afroscleropogon bullingtoni
Afroscleropogon bullingtoni är en tvåvingeart som beskrevs av Jason Gilbert Hayden Londt 1999. Afroscleropogon bullingtoni ingår i släktet Afroscleropogon och familjen rovflugor.
Artens utbredningsområde är Namibia. Inga underarter finns listade i Catalogue of Life.